# R Coronae Borealis
Az R Coronae Borealis (más néven: R CrB) egy változócsillag a Corona Borealis (Északi Korona) csillagképben, egyben az R Coronae Borealis (RCB) típusú változócsillagok prototípusa.

## Leírás
Az R Coronae Borealis a csillagászati színképosztályozás alapján egy G0Iep típusú sárga szuperóriás, melyet Edward Pigott fedezett fel 1795-ben. A csillag normál állapotában a szabad szemmel való észlelhetőség határán mozog, 6 magnitúdó körüli fényességgel. Rendszertelen időközönként a fényessége lezuhan, néhány hét alatt akár 14 magnitúdóig halványodhat. Ezután egy hosszabb időszak, több hónap, vagy egy év alatt éri el újra a maximális fényességét, miközben fénygörbéje akár több kifényesedést és halványodást mutathat. 
Feltételezések szerint a változásokat az okozza, hogy a csillag körül időnként szénben gazdag porfelhő képződik, mely a kibocsátott fény egy részét elnyeli, illetve szétszórja.

## Külső hivatkozások
- A SEDS honlapja
- Az AAVSO honlapja